# داني جان
داني جان (بالفرنسية: Dany Jean) هو لاعب كرة قدم هايتي، ولد في 28 نوفمبر 2002 في بورت أو برانس في هايتي.

## وصلات خارجية
- داني جان على موقع قاعدة بيانات كرة القدم.إي يو (الإنجليزية)
- داني جان على موقع ليكيب (الفرنسية)
- داني جان على موقع ناشيونال فوتبول تيمز (الإنجليزية)
- داني جان على موقع Soccerway.com (الإنجليزية)